# سويدان سويداس
سويدان سويداش (بالتركية: Soydan Soydas) (18 يونيو 1974 -) هو ممثل تركي، له العديد من الأعمال الفنية.
درس في جامعة سلجوق بقسم المسرح الموسيقي.

## أعماله

### في التلفاز
- مسلسل نور قام بدور  فجر'.
- مسلسل أين ابنتي

من مواليد 18/06/1974

## وصلات خارجية
*سويدان سويداس على موقع IMDb (الإنجليزية)
- سويدان سويداس على موقع قاعدة بيانات الأفلام العربية
- سويدان سويداس على موقع قاعدة بيانات الفيلم (الإنجليزية)